# Hippolyte de Guibert

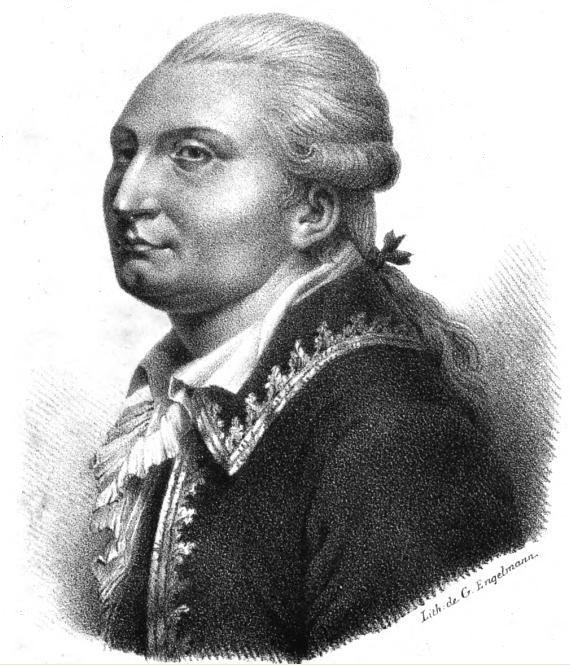
Hippolyte de Guibert

Jacques Antoine Hippolyte de Guibert (Montauban, 12 november 1743 - Parijs, 5 mei 1790) was een Frans militair en schrijver.
Al op dertienjarige leeftijd trad Guibert in militaire dienst en een jaar later maakte hij zijn vuurdoop. Hij was in 1769 actief tijdens de militaire campagne op Corsica en vocht mee in de Slag om Porto Novo. Daar kreeg hij de graad van kolonel. In 1770 verscheen van zijn hand Essai général de tactique moderne, een in die tijd erg invloedrijk werk over militaire tactiek. Zowel George Washington als Napoleon Bonaparte schatten het erg hoog in. Hij schreef ook voor het toneel, maar was daarin maar middelmatig.
Guibert bezocht de Parijse salons van madame de Staël, Olympe de Gouges en Julie de Lespinasse. Die laatste had een sterke, onbeantwoorde liefde voor de tien jaar jongere kolonel. In 1785 werd Hippolyte de Guibert verkozen in de Académie française.

## Vernoemingen
In zijn geboortestad Montauban zijn het plein Place Guibert en de voormalige legerkazerne Guibert naar hem genoemd.